# Lapérouse

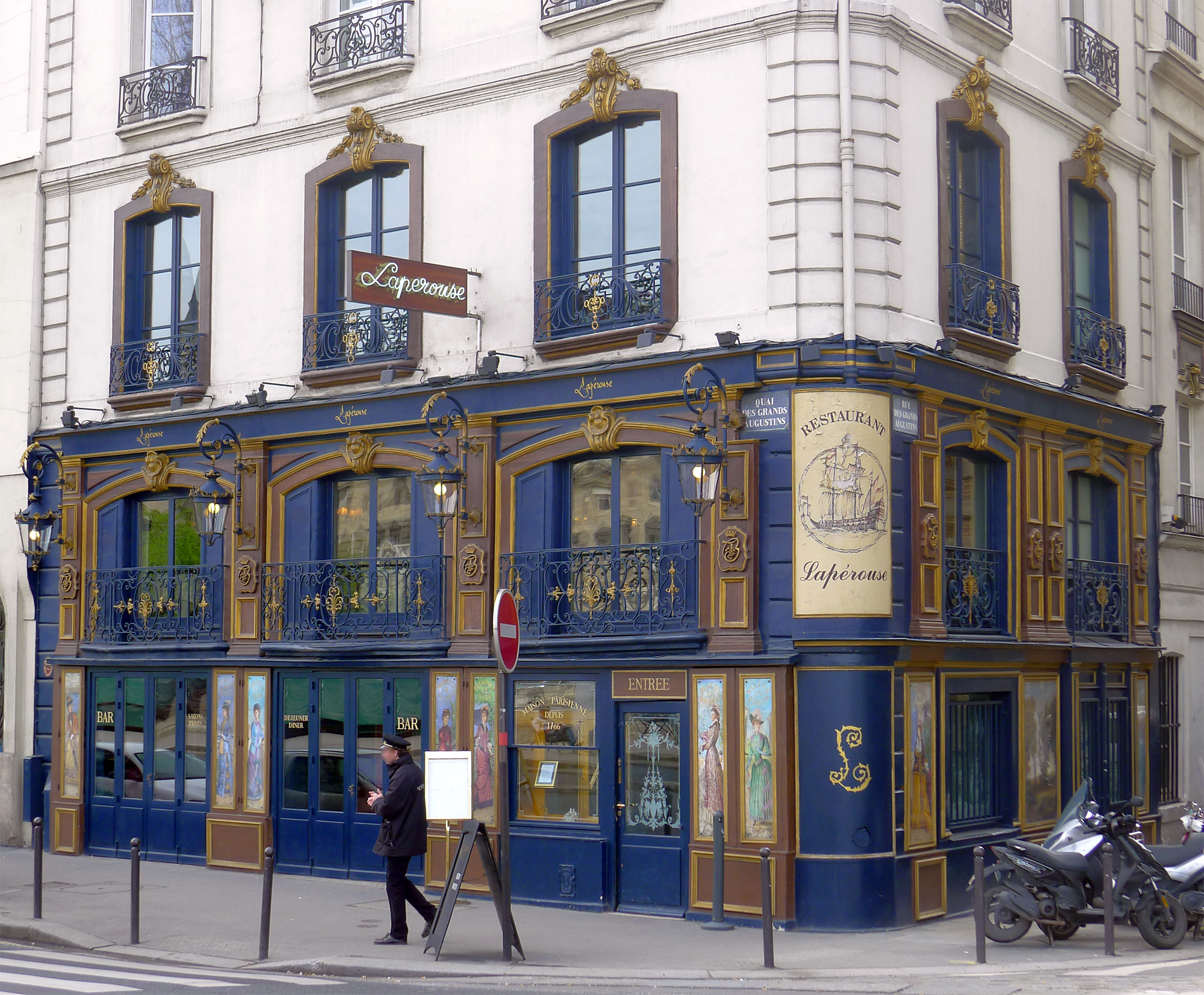
Voorgevel

Lapérouse is een restaurant gelegen aan de Quai des Grands-Augustins in de 6e arrondissement van Parijs, op de linkeroever van de Seine tussen de Place Saint-Michel en de Pont Neuf.

## Geschiedenis
Restaurant Lapérouse is gevestigd in een voormalig herenhuis dat aan het einde van het bewind van Lodewijk XIV toebehoorde aan François Forget, graaf van Bruillevert. Hij bouwde het in 1708. Een andere bewoner na hem was de geograaf Renou de Chauvigné.
Het gebouw werd in 1766 gekocht door Lefèvre, de limonadeleverancier van koning Lodewijk XV, die er een wijnhandel vestigde. De plek bloeide na de sloop in 1794 van het tegenoverliggende couvent des Grands-Augustins en de bouw op die plaats van de marché de la Vallée, gespecialiseerd in gevogelte. De bestuurders, het personeel en de klanten van de markt apprecieerden de kwaliteit van de geserveerde gerechten. Ook liet Lefèvre de bediendenkamers op de eerste verdieping transformeren tot discrete salons, waar men veilig voor delinquentie kon afrekenen. Het restaurant heette in die tijd Lauvergniat, naar de uitbater die Lefèvre was opgevolgd.
De sluiting van de marché de la Vallée in 1862 was niet nadelig voor het restaurant, maar luidde integendeel de definitieve doorbraak naar de top van de Franse gastronomie in onder Jules Lapérouse, die in 1865 eigenaar werd en er zijn naam aan gaf. Hij behield de privésalons en liet ze decoreren met schilderijen en spiegels over diverse thema's (literatuur, liefde, reizen). Door deze en andere ingrepen zette hij het etablissement, hoewel gelegen in de studentenwijk Quartier Latin, hoger in de markt. Het werd een begrip in Parijs, opgezocht door beroemdheden als Maupassant, Zola, Musset, Hugo, Balzac, Offenbach, Clemenceau, Rodin en Sarah Bernhardt. Ze brachten hun maîtresses, demi-mondaines en courtisanes mee, zoals Liane de Pougy en Caroline Otero. Om te verifiëren dat de juwelen die ze kregen echt waren, bekrasten ze de spiegels van het restaurant ermee. Deze sporen zijn tot op de dag van vandaag bewaard gebleven (data, voornamen, verweven harten, enz.).
Tijdens de Commune van Parijs (1871), toen troepen uit Versailles de barricade van de Pont Neuf bestormden, sloegen klanten van de Lapérouse op de vlucht. De communard Maxime Vuillaume had net de tijd om zijn rekening te vereffenen met een biljet van honderd frank, maar niet om het wisselgeld te ontvangen. Negen jaar later kwam hij het vragen, maar het werd hem geweigerd omdat de eigenaar was veranderd.
In de 20e eeuw kende het restaurant gloriedagen onder de familie Topolinski. Het begon met de chef Marius Topolinski, die zich in 1907 associeerde met zijn schoonvader Ferdinand Lacrose. In 1910 trad de Seine uit haar oevers en stond het water tot de bovenkant van de toonbank. De wijnkelder was tijdig in veiligheid gebracht. Tijdens de Tweede Wereldoorlog werd die kelder gebruikt als schuilplaats tegen Duitse en geallieerde bommen.
Onder de klanten in die periode waren Marcel Proust (die er Laure Hayman het hof maakte), Jean Cocteau en zijn drinkgezel Roland Garros, Henriette Caillaux (die het eten liet bezorgen in haar gevangeniscel), de hertog van Windsor en Wallis Simpson (wier salon vol stond met gestolen kaarsen uit de naburige kerk Saint-Séverin), Jean-Paul Sartre, Simone de Beauvoir en Albert Camus (zij pleegden na de maaltijd langs te gaan bij Pablo Picasso enkele huizen verder), Frédéric Joliot-Curie, Albert Einstein, een reeks presidenten van Charles de Gaulle tot Jacques Chirac, prins Aga Khan III en zijn vrouw Yvette Labrousse, of nog de keizer van Japan Hirohito tijdens zijn staatsbezoek in 1971. Ook sommige onsterfelijken kwamen over de vloer, aangezien de Franse Academie in de buurt was.
In 1933 verkreeg het restaurant zijn derde Michelinster. Topolinski was zwaar aangedaan toen deze in 1969 weer werd afgenomen, in de tijd dat de Nnouvelle cuisine begon op te komen. De chef Fernand Poisson, die er sinds 1932 werkte, had nog maar acht maanden overgenomen van Charles Delorme. De reputatie van de Lapérouse was al een tijdje tanende. De New Yorker had in 1958 gewezen op de hoge leeftijd van de obers en de klanten. Roger Topolinski (1905-1994) verliet de directie in 1974. Het restaurant kwam in handen van de acteur Raymond Pellegrin en zijn vrouw Gisèle Pascal. Deze noch de vele eigenaars na hen konden de neergang stoppen.
In 2018 kocht Benjamin Patou, een man met ervaring in het nachtleven, de Lapérouse. Hij liet het interieur restaureren door Laura Gonzalez en Cordelia de Castellane, en plaatste de chef-koks Jean-Pierre Vigato en Christophe Michalak in de keuken. Er werden opnieuw beroemdheden gesignaleerd, zoals de actrice Nicole Kidman, de influencers Bella Hadid, Kendall Jenner en Kim Kardashian, of de modeontwerper Olivier Rousteing. De romanschrijver Michel Houellebecq vierde er in 2019 zijn huwelijk.

## Beschrijving
Het restaurant is gevestigd in een 18e-eeuws herenhuis nabij de oevers van de Seine. Het telt drie verdiepingen. In de salons op de bovenverdiepingen gebeurt de bediening à la clochette en kondigt de ober zijn binnenkomst aan door te kloppen.
De meest intieme salon, voor twee personen, is vernoemd naar de courtisane Caroline Otero. Spelend op de verwantschap van zijn naam met die van de beroemde ontdekkingsreiziger, noemde het restaurant twee van zijn salons naar diens schepen: L'Astrolabe en La Boussole. Volgens de legende zou de salon des sénateurs een toegemetselde geheime doorgang hebben gehad naar de Senaat.

## In de film
Het restaurant was een filmlocatie voor Quai des Orfèvres (1947), met een van de Topolinski's die zichzelf speelt, en voor Midnight in Paris (2011) van Woody Allen. Claude Lelouch maakte er een kortfilm.

## Voetnoten
1. 1 2  Maurice Fombeure, Paris m'a souri, 1959, p. 81. Gearchiveerd op 8 september 2023.